# Symplecta (Podoneura) anthracogramma malagasica
Symplecta (Podoneura) anthracogramma malagasica is een ondersoort van de tweevleugelige Symplecta (Podoneura) anthracogramma uit de familie steltmuggen (Limoniidae). De ondersoort komt voor in het Afrotropisch gebied.